# تومي غيلبرت
تومي غيلبرت (بالإنجليزية: Tommy Gilbert)‏ هو مصارع محترف أمريكي، ولد في 15 يناير 1940 في لكسينغتون في الولايات المتحدة، وتوفي بنفس المكان في 26 نوفمبر 2015.